# Timàlia ala-roja
La timàlia ala-roja (Cyanoderma erythropterum) és un ocell de la família dels timàlids (Timaliidae).

## Hàbitat i distribució
Habita boscos i matolls de les terres baixes de la Península Malaia, illes Natuna, Sumatra i les properes illes Batu, Bangka, Belitung i Banyak.